# Shishou
Shishou (chiń. 石首市; pinyin Shíshǒu Shì) – miasto na prawach powiatu w południowej części prefektury miejskiej Jingzhou w prowincji Hubei w Chińskiej Republice Ludowej. Liczba mieszkańców miasta w 2010 roku wynosiła 577022.